# Cyclamen cyprium
Cyclamen cyprium är en viveväxtart som beskrevs av Ky.. Cyclamen cyprium ingår i släktet cyklamensläktet, och familjen viveväxter. Inga underarter finns listade i Catalogue of Life.

## Bildgalleri

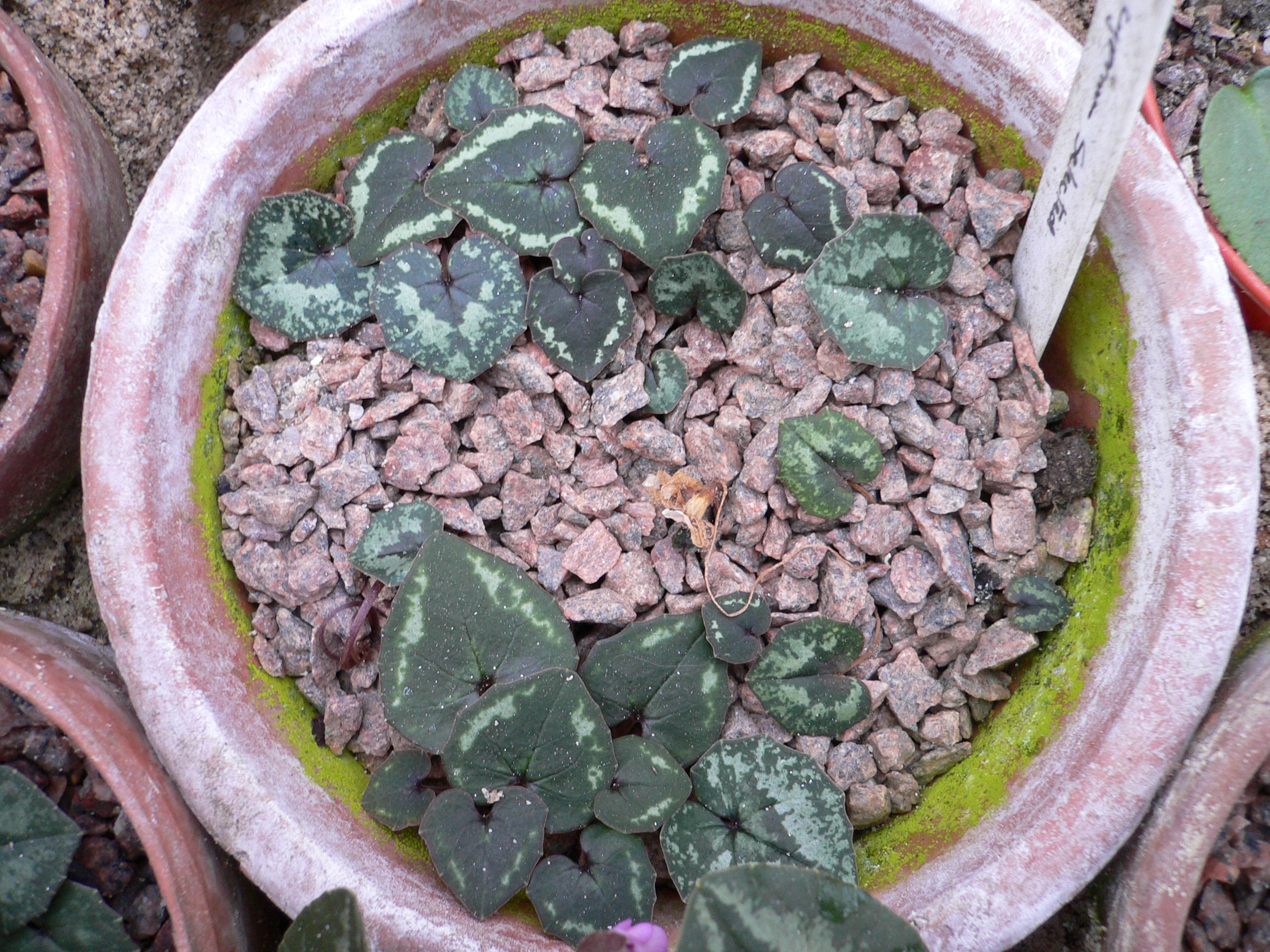
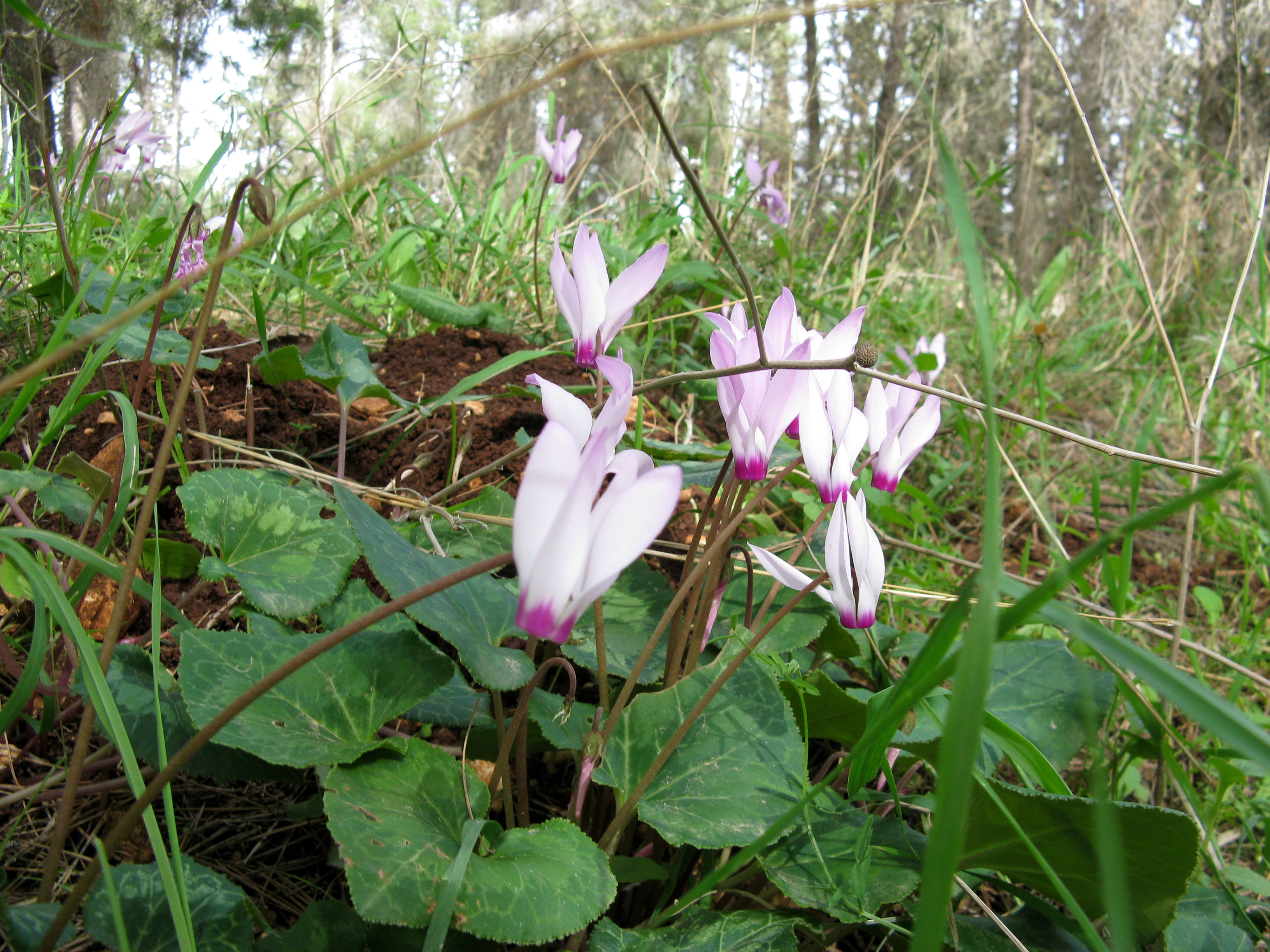